# قائمة أعلام الصومال
أعلام الصومال  (بالصومالية: Calamada Somalida)‏ هي عبارة عن أعلام يستعمل كرمز وطني ويستخدم في الاحتفالات. هناك علم رسمي للصومال أعتمد في 12 من أكتوبر عام 1954. أما أعلام المحافظات والولايات الفيدرالية وحتي أحياء المدن فتدل على ثقافتها وتاريخها.

## العلم الرسمي
| علم | علم             | تاريخ           | الوصف                                       |
| --- | --------------- | --------------- | ------------------------------------------- |
|     | جمهورية الصومال | 1954 - حتى الآن | نجمة واحدة بيضاء خماسية تتمحور حول حقل أزرق |

## أعلام الولايات
| علم | الوصف            | |
| --- | ---------------- | --- |
|     | جنوب غرب الصومال | ثلاثة مستطيلات عرضية متساوية الأبعاد مكونه من علم الصومال وخط أحمر قطري في المنتصف ومستطيل أخطر مع 6 نجوم في الأسفل. |
|     | غلمدغ            | شيفرون أبيض يحمل نجمتين أخضرتين متجهتين أفقيًا على حقل أزرق فاتح يحمل نجمة بيضاء على الجانب الأيمن.                   |
|     | بونتلاند         | ثلاثة ألوان أفقية من الأزرق والأبيض والأخضر مع نجمة بيضاء في الأعلى.                                                 |
|     | ماخير            | |
|     | هيرشبيلي         | |
|     | جوبالاند         | |
|     | بنادر            | |
|     | حبن و حيب        | |
|     | راس عسير         | |

## أعلام  عسكرية
| العلم              | الوصف  |
| ------------------ | ------ |
| علم القوات المسلحة | [ 17 ] |
| علم القوات الجوية  |        |
| علم قوات الشرطة    |        |

## أعلام الاحزاب
| العلم                    | الوصف  |
| ------------------------ | ------ |
| الجبهة الوطنية           | [ 18 ] |
| حزب العمل                |        |
| رابطة الشباب الصومالية   | [ 19 ] |
| الحركة الوطنية           |        |
| تنظيم أهل السنة والجماعة |        |

## أعلام التاريخ
| علم                                                              | علم             | تاريخ                               | الوصف                                                                        |
| ---------------------------------------------------------------- | --------------- | ----------------------------------- | ---------------------------------------------------------------------------- |
| Muzzaffar_(Mogadishu_area)_flag_according_to_1576_Portuguese_map | سلطنة أجوران    | القرن الثالث عشر - القرن السابع عشر | بنون ثنائي اللون من الأحمر والأصفر مع هلال أبيض غير متمركز في اتجاه الرافعة. |
|                                                                  | سلطنة هراب      | القرن السابع عشر - القرن التاسع عشر | لافتة ثنائية اللون من الأحمر والأزرق مع هلالين أبيضين                        |
|                                                                  | سلطنة عدل       | 1415 - 1577                         | ثلاثة ألوان رأسية من الأبيض والأحمر والأبيض مع هلال في كل شريط.              |
|                                                                  | سلطنة الإسحاق ' | 1700 - 1884                         | علم أخضر يتوسطه هلال أبيض وبداخل الهلال ثلاث نجوم بيضاء خماسية الأطراف       |